# Olivetti P603
Olivetti P603 è un calcolatore elettronico da tavolo prodotto dall'azienda Olivetti.

## Descrizione
Nata nel 1972 come evoluzione dell'Olivetti P602, è una macchina specializzata concepita come fatturatrice, anche se era possibile utilizzarla in applicazioni tecnico-scientifiche.
Utilizza i circuiti integrati DTL come il predecessore e impiega la memoria magnetostrittiva. L'unità di calcolo, comune con il modello P602, è interconnessa con una macchina da scrivere di tipo Editor 4 opportunamente modificata, utilizzabile come dispositivo I/O interfacciato con il calcolatore.
I programmi erano salvati su cartoline magnetiche. A richiesta era disponibile con memoria ROM dove erano pre-caricate le funzioni trigonometriche, esponenziali e logaritmiche, oltre alle quattro operazioni in virgola mobile. Era disponibile anche con interfaccia per memoria a nastro magnetico tipo MLU 600. La macchina era equipaggiata di serie con interfaccia proprietaria IPSO per comunicare con plotter, perforatore e lettore di nastro.